# Ранко Пејић
Ранко Пејић (Лозна код Бановића, 10. новембар 1940 — Бања Лука, 23. октобар 2013) био је српски историчар и дугогодишњи професор Универзитета у Бањој Луци.

## Биографија
Ранко је рођен 10. новембра 1940. године у селу Лозна поред Бановића. У Лозној је завршио прва четири разреда основне школе, а остале четири у Завидовићима. Први разред гимназије је завршио вандредно.
Учитељску школу у Дервенти је завршио 1965. године, а прво радно мјесто као учитеља му је било у бановићком селу Жељова. Педагошку академију у Мостару је вандредно завшио 1974. године на групи историја и географија. Ове предмете је предавао у основним школама у Бановићима и Трештеници.
На Филозофском факултета у Новом Саду је вандредно дипломирао 1978. године, на одсјеку за историју, након чега је тај предмет предавао у средњошколском центру у Бановићима. Магистрирао је на Факултету политичких наука у Београду 1985. године са темом „Народно вијеће и народне владе Босне и Херцеговине у новембра и децембру 1918. године”, а докторирао је 1991. године на новосадском Филозофском факултету одбраном дисертације „Настава историје у Босни и Херцеговини за вријеме Аустроугарске управе”.
Живио је у Бањој Луци и предавао на Филозофском факултету методику наставе историје. Био је предсједник Друштва историчара Републике Српске од 1996. и помоћним министра просвјете за више и високо образовање у Влади Републике Српске од 2001. до 2004.

### Научни радови
- „Страдање Јевреја у Завидовићима од 1941. до 1942. године”, 1997.
- „Ставови босанско-херцеговачких странака и група према државно-правном и политичком уређењу Краљевине Срба, Хрвата и Словенаца”, 1999.
- „Асоцијације у настави историје”, 2000.
- „Историја на почетку новог миленијума”, 2001.
- „Дидактичко-научни приступ историји XX вијека”, 2003.
- „Положај наставе историје у Републици Српској”, 2005.
- „Босанско-херцеговачки устанак 1875. године у хрватским и бошњачким уџбеницима”, 2005.

### Стручни радови
- „Циљеви и задаци наставе историје у савременим условима”, 2001.
- „Заједничка језгра у настави историје”, 2004.

### Књиге и уџбеници
- „Срби на Озрену и Возући: живот и страдања”, 1998.
- „Методика и настава историје у Босни и Херцеговини за вријеме Аустроугарске управе”, 2003.
- „Идеја о југословенском заједништву у Босни и Херцеговини”, 2005.
- „Уџбеник историје за V разред основне школе (Историја старог вијека)”, 1998.
- „Уџбеник историје за VIII разред основне школе Републике Српске”, 1998.
- „Уџбеник историје за I разред гимназије Републике Српске”, 2002.
- „Уџбеник историје за IX разред основне школе Републике Српске”, 2002.
- „Уџбеник историје за VI разред основне школе Републике Српске”, 2003.
- „Историја за I разред средњих стручних школа — III степен Републике Српске”, 2003.
- „Познавање друштва (коаутор — историјски дио)”, 2002.
- „Историје за I разред средњих стручних школа — IV степен Републике Српске”, 2004.

## Спољашне везе
- У новим уџбеницима историје у БиХ регионално прече од